# 広島県道27号吉舎油木線
広島県道27号吉舎油木線（ひろしまけんどう27ごう きさ ゆきせん）は、広島県の三次市吉舎町から神石郡神石高原町へ至る主要地方道（広島県道）である。

## 概要

### 路線データ
広島県告示1277号に基づく起終点および重要な経過地は次のとおり。
- 起点 : 双三郡吉舎町[1]（現在の三次市吉舎町）
- 終点 : 神石郡油木町[1]（現在の神石郡神石高原町）
- 重要な経過地 : 甲奴郡上下町[1]（現在の府中市上下町）、神石郡三和町[1]（現在の神石郡神石高原町）
- 実延長 : 28.871 km（うち旧道 88 m 、2015年4月1日現在） [1]

## 歴史

### 年表
- 1982年（昭和57年）
  - 4月1日 : 建設省（現・国土交通省）が主要地方道に指定。
  - 12月6日 : 広島県告示第1277号により認定[1]。
- 1993年（平成5年）
  - 5月11日 : 建設省告示1270号により主要地方道に再指定[2]。
- 2016年（平成28年）
  - 11月11日10時 : 広島県告示第659号[3]・660号[4]により小畠バイパス（神石郡神石高原町）の一部が供用開始[注釈 1][5]。
- 2019年（平成31年）
  - 3月25日 : 広島県告示第232号[6]により小畠バイパスの全線が供用開始[注釈 2]、開通式を挙行[7]。

## 路線状況
終点側から 1 km 余り進んだところにある長者原隧道は高さ制限（3.8 m）があり、大型車の通り抜けは困難。

### 重用区間
- 広島県道51号甲山甲奴上市線（三次市甲奴町梶田・梶田上交差点 - 三次市甲奴町西野・西野交差点）
- 国道432号（府中市上下町上下・甲奴分かれ交差点 - 府中市上下町上下・上下交差点）
- 広島県道25号三原東城線（府中市上下町上下・上下交差点 - 府中市上下町二森）
- 広島県道26号新市七曲西城線（府中市上下町階見 - 神石郡神石高原町高蓋）

## 地理

### 通過する自治体
- 三次市 - 府中市 - 神石郡神石高原町

### 交差する道路
| 交差する道路                                               | 市町村名 | 市町村名   | 交差する場所         | 交差する場所            |
| ---------------------------------------------------------- | -------- | ---------- | -------------------- | ----------------------- |
| 国道184号                                                  | 三次市   | 三次市     | 吉舎町吉舎           | 上下分かれ交差点 / 起点 |
| 広島県道428号宇賀安田線                                    | 三次市   | 三次市     | 甲奴町宇賀           |                         |
| 広島県道427号宇賀矢野線                                    | 三次市   | 三次市     | 甲奴町宇賀           | 宇賀交差点              |
| 広島県道425号梶田三良坂線                                  | 三次市   | 三次市     | 甲奴町梶田           |                         |
| 広島県道51号甲山甲奴上市線 重複区間起点                    | 三次市   | 三次市     | 甲奴町梶田           | 梶田上交差点            |
| 広島県道51号甲山甲奴上市線 重複区間終点                    | 三次市   | 三次市     | 甲奴町西野           | 西野交差点              |
| 広島県道222号甲奴停車場線                                  | 三次市   | 三次市     | 甲奴町本郷           |                         |
| 国道432号 重複区間起点                                     | 府中市   | 府中市     | 上下町上下           | 甲奴分かれ交差点        |
| 広島県道403号別迫上下線                                    | 府中市   | 府中市     | 上下町上下           |                         |
| 広島県道221号上下停車場線                                  | 府中市   | 府中市     | 上下町上下           | 上下駅前交差点          |
| 国道432号 重複区間終点 広島県道25号三原東城線 重複区間起点 | 府中市   | 府中市     | 上下町上下           | 上下交差点              |
| 広島県道25号三原東城線 重複区間終点                        | 府中市   | 府中市     | 上下町二森           |                         |
| 広島県道420号木頃井永線                                    | 府中市   | 府中市     | 上下町階見（しなみ） |                         |
| 広島県道26号新市七曲西城線 重複区間起点                    | 府中市   | 府中市     | 上下町階見           |                         |
| 広島県道416号三和油木線                                    | 神石郡   | 神石高原町 | 階見（しなみ）       |                         |
| 広島県道26号新市七曲西城線 重複区間終点                    | 神石郡   | 神石高原町 | 高蓋                 |                         |
| 広島県道417号小畠荒谷線                                    | 神石郡   | 神石高原町 | 上                   |                         |
| 広島県道259号帝釈峡井関線                                  | 神石郡   | 神石高原町 | 小畠                 | 小畠交差点              |
| 国道182号 国道314号 重複                                   | 神石郡   | 神石高原町 | 安田                 | 終点                    |